# Rezolucja Rady Bezpieczeństwa ONZ nr 407
Rezolucja Rady Bezpieczeństwa ONZ nr 407 została przyjęta jednomyślnie 25 maja 1977 r.
Po uprzednim przywołaniu rezolucji nr 402, Rada wyraziła zaniepokojenie działaniami rządu Afryki Południowej względem Lesotho w reakcji na nieuznanie przez ten kraj „niepodległości” bantustanu Transkei.
W dalszej części zatwierdzono sprawozdanie Misji ONZ w Lesotho i zwrócono się do Sekretarza Generalnego o monitorowanie sytuacji w regionie, a następnie o składanie sprawozdań Radzie Bezpieczeństwa.